# Cua de ventall de Sulawesi
El cua de ventall de Sulawesi (Rhipidura teysmanni) és un ocell de la família dels dicrúrids (Dicruridae).

## Hàbitat i distribució
Habita els boscos de les muntanyes-2300 m de Sulawesi.

## Taxonomia
El cua de ventall de Taliabu, que era considerat una subespècie, és ara classificat pel Congrés Ornitològic Internacional versió 13.2, 2023 com una espècie de ple dret, arran els treballs de Ng et al. 2017